# تیمی میر
تیمی میر (انگلیسی: Timmy Mayer) یک اتومبیل‌ران فرمول ۱ اهل ایالات متحده آمریکا بود.